# Machy (Aube)
Pour les articles homonymes, voir Machy.
Machy est une commune française, située dans le département de l'Aube en région Grand Est.

## Géographie
| Javernant    |       | Lirey                |
| Crésantignes | Machy |                      |
| Jeugny       |       | Longeville-sur-Mogne |

### Hydrographie
La commune est dans la région hydrographique « la Seine de sa source au confluent de l'Oise (exclu) » au sein du bassin Seine-Normandie. Elle est drainée par la Mogne,.
La Mogne, d'une longueur de 17 km, prend sa source dans la commune de Crésantignes et se jette  dans l'Hozain à Isle-Aumont, après avoir traversé 13 communes.

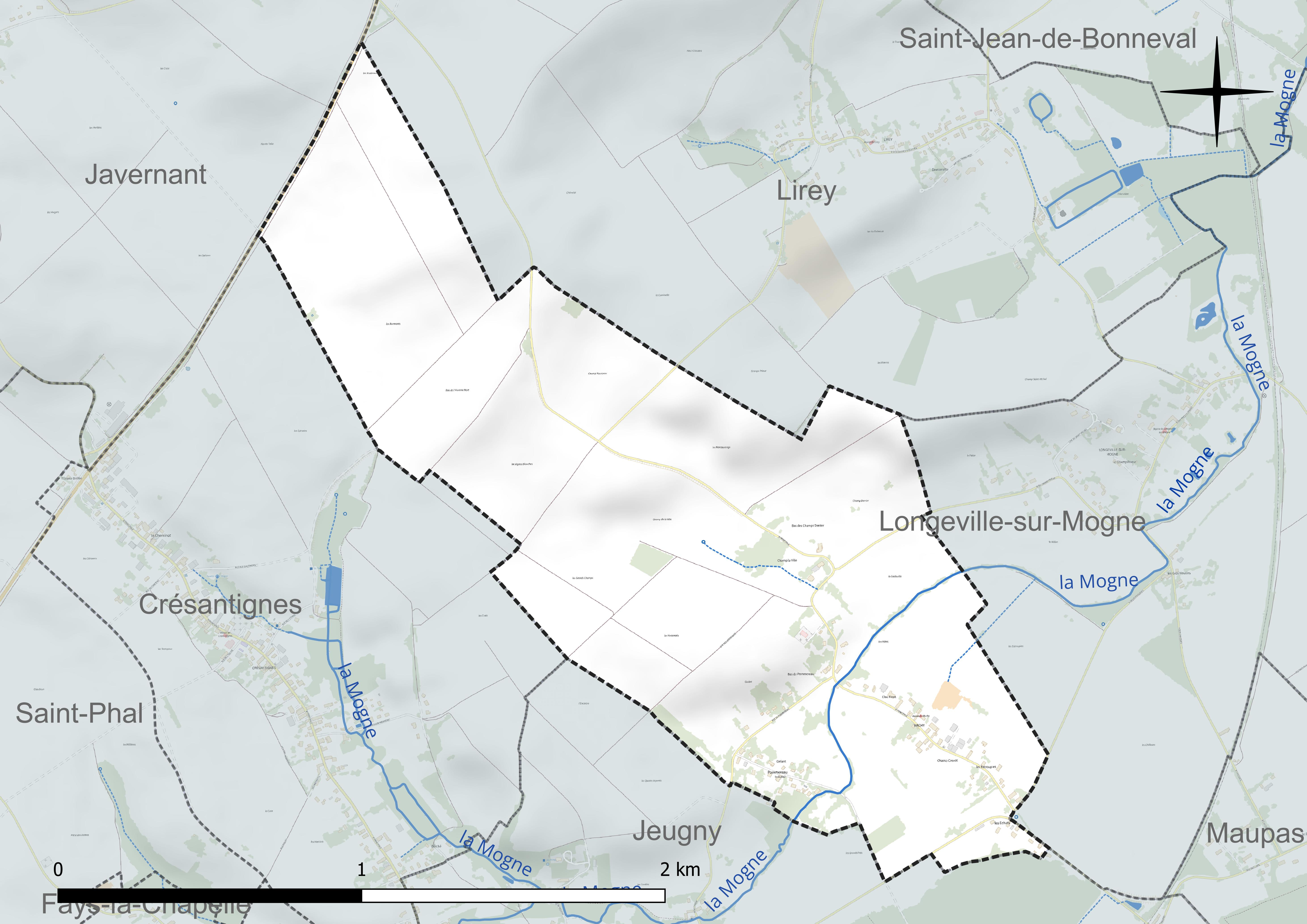
Réseau hydrographique de Machy.

### Climat
Pour des articles plus généraux, voir Climat du Grand Est et Climat de l'Aube.
En 2010, le climat de la commune est de type climat océanique dégradé des plaines du Centre et du Nord, selon une étude du Centre national de la recherche scientifique s'appuyant sur une série de données couvrant la période 1971-2000. En 2020, Météo-France publie une typologie des climats de la France métropolitaine dans laquelle la commune est exposée à un climat océanique altéré et est dans la région climatique Lorraine, plateau de Langres, Morvan, caractérisée par un hiver rude (1,5 °C), des vents modérés et des brouillards fréquents en automne et hiver.
Pour la période 1971-2000, la température annuelle moyenne est de 10,6 °C, avec une amplitude thermique annuelle de 15,8 °C. Le cumul annuel moyen de précipitations est de 728 mm, avec 11,7 jours de précipitations en janvier et 8 jours en juillet. Pour la période 1991-2020, la température moyenne annuelle observée sur la station météorologique de Météo-France la plus proche, « Saint-Pouange », sur la commune de Saint-Pouange à 10 km à vol d'oiseau, est de 11,5 °C et le cumul annuel moyen de précipitations est de 707,5 mm. 
La température maximale relevée sur cette station est de 42,2 °C, atteinte le 24 juillet 2019 ; la température minimale est de −21 °C, atteinte le 9 janvier 1985,,.
Les paramètres climatiques de la commune ont été estimés pour le milieu du siècle (2041-2070) selon différents scénarios d'émission de gaz à effet de serre à partir des nouvelles projections climatiques de référence DRIAS-2020. Ils sont consultables sur un site dédié publié par Météo-France en novembre 2022.

## Urbanisme

### Typologie
Au 1er janvier 2024, Machy est catégorisée commune rurale à habitat dispersé, selon la nouvelle grille communale de densité à 7 niveaux définie par l'Insee en 2022.
Elle est située hors unité urbaine. Par ailleurs la commune fait partie de l'aire d'attraction de Troyes, dont elle est une commune de la couronne,. Cette aire, qui regroupe 209 communes, est catégorisée dans les aires de 200 000 à moins de 700 000 habitants,.

### Occupation des sols
L'occupation des sols de la commune, telle qu'elle ressort de la base de données européenne d’occupation biophysique des sols Corine Land Cover (CLC), est marquée par l'importance des territoires agricoles (99,6 % en 2018), une proportion identique à celle de 1990 (99,6 %). La répartition détaillée en 2018 est la suivante : 
terres arables (68,3 %), prairies (18 %), zones agricoles hétérogènes (13,3 %), forêts (0,4 %). L'évolution de l’occupation des sols de la commune et de ses infrastructures peut être observée sur les différentes représentations cartographiques du territoire : la carte de Cassini (XVIIIe siècle), la carte d'état-major (1820-1866) et les cartes ou photos aériennes de l'IGN pour la période actuelle (1950 à aujourd'hui).

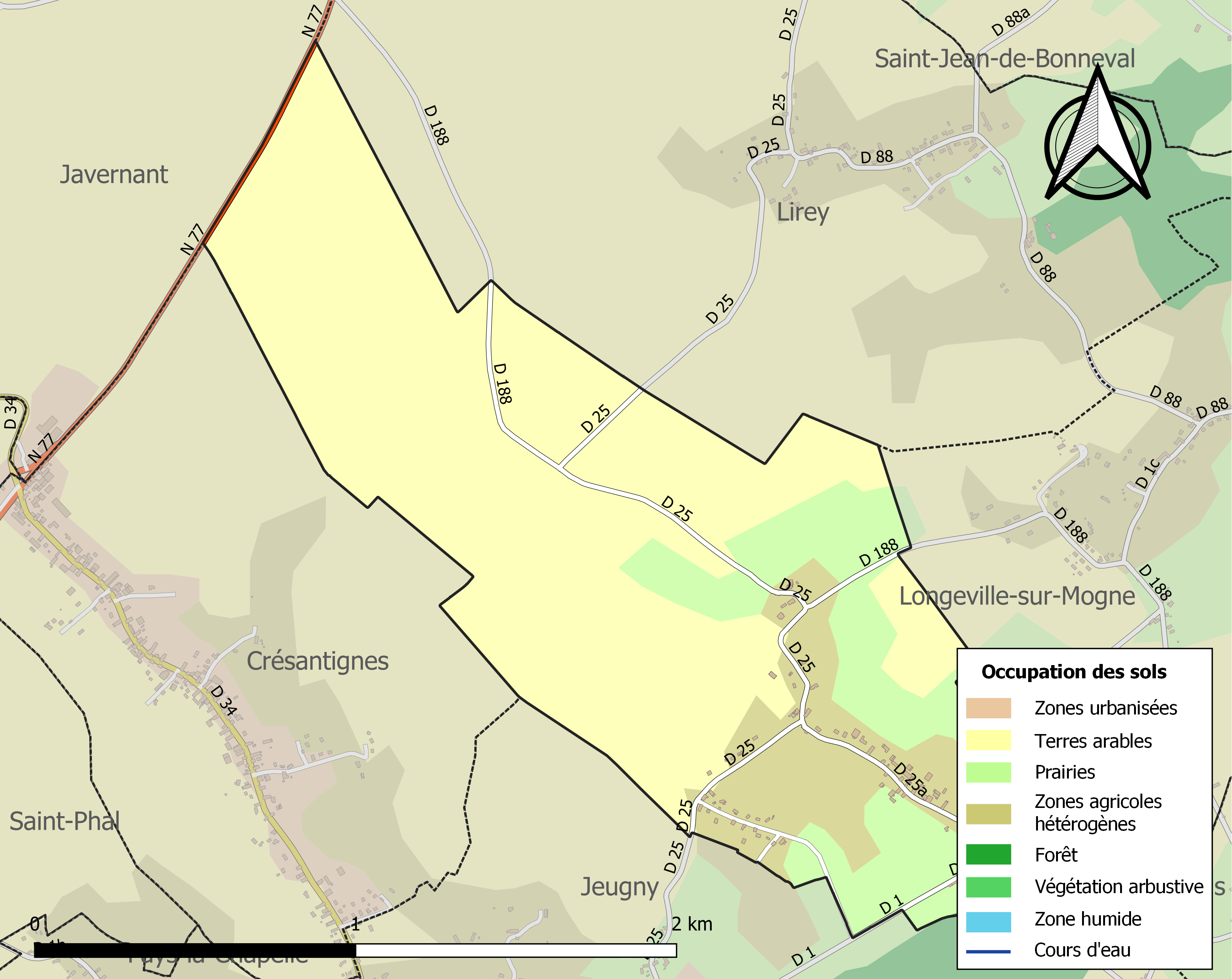
Carte des infrastructures et de l'occupation des sols de la commune en 2018 (CLC).

## Histoire
Durant l’Ancien Régime, Machy était rattachée à l’intendance de Châlons dans l’élection et le bailliage de Troyes. Elle fut assimilée ensuite au canton d’Auxon de janvier à novembre 1790 avant d’être assimilée au canton de Saint-Phal jusqu’en 1801.

Les recensements communaux montrent la disparition du profil viticole de la population sur la fin du XIXe siècle. Cela témoigne d’un phénomène important. Le territoire a notamment été touché par l’épidémie de phylloxéra qui a décimé les pieds de vignes de l’Aube et de France à partir de 1880. Il eut fallu attendre plusieurs décennies avant que l’apparition de porte-greffes américains, véritables sauveurs des vignes françaises, ne puissent se faire jour. Or, bien que cette solution ait été apportée, la viticulture n’a pas su se réimplanter au sein de la commune. Le modèle économique local s’est adapté, a muté. A ce jour, la commune est entourée de champs et prés en openfield. 

## Politique et administration
| Période                                  | Période  | Identité               | Étiquette | Qualité  |
| ---------------------------------------- | -------- | ---------------------- | --------- | -------- |
| mars 2001                                | 2020     | M. Jean-Marie Kisserli | DVG       | Retraité |
| 2020                                     | En cours | Mme. Pauline Rousseau  |           | Retraité |
| Les données manquantes sont à compléter. |          |                        |           |          |

## Démographie
L'évolution du nombre d'habitants est connue à travers les recensements de la population effectués dans la commune depuis 1793. Pour les communes de moins de 10 000 habitants, une enquête de recensement portant sur toute la population est réalisée tous les cinq ans, les populations de référence des années intermédiaires étant quant à elles estimées par interpolation ou extrapolation. Pour la commune, le premier recensement exhaustif entrant dans le cadre du nouveau dispositif a été réalisé en 2006.

En 2022, la commune comptait 108 habitants, en évolution de −4,42 % par rapport à 2016 (Aube : +0,7 %, France hors Mayotte : +2,11 %).
| 1793 | 1800 | 1806 | 1821 | 1831 | 1836 | 1841 | 1846 | 1851 |
| ---- | ---- | ---- | ---- | ---- | ---- | ---- | ---- | ---- |
| 192  | 200  | 179  | 171  | 184  | 209  | 201  | 213  | 216  |

| 1856 | 1861 | 1866 | 1872 | 1876 | 1881 | 1886 | 1891 | 1896 |
| ---- | ---- | ---- | ---- | ---- | ---- | ---- | ---- | ---- |
| 217  | 215  | 217  | 198  | 183  | 172  | 162  | 156  | 165  |

| 1901 | 1906 | 1911 | 1921 | 1926 | 1931 | 1936 | 1946 | 1954 |
| ---- | ---- | ---- | ---- | ---- | ---- | ---- | ---- | ---- |
| 156  | 124  | 118  | 114  | 134  | 111  | 98   | 83   | 95   |

| 1962 | 1968 | 1975 | 1982 | 1990 | 1999 | 2006 | 2011 | 2016 |
| ---- | ---- | ---- | ---- | ---- | ---- | ---- | ---- | ---- |
| 93   | 93   | 76   | 101  | 127  | 112  | 103  | 121  | 113  |

| 2021 | 2022 | - | - | - | - | - | - | - |
| ---- | ---- | - | - | - | - | - | - | - |
| 111  | 108  | - | - | - | - | - | - | - |

## Lieux et monuments
Comme à l’accoutumé ; la commune auboise de Machy ne manque pas de monuments emblématiques. La commune est dotée d’une église, d’un lavoir qui a été transformé en salle des fêtes ou encore d’une ancienne école dont les locaux sont aujourd’hui occupés par la mairie.
·        L’église : L’église de la Nativité de la Sainte Vierge connait une importante phase de rénovation à la suite de l’acquisition du petit bâti d’origine en 1824. La chapelle est ainsi rasée. Une nouvelle chapelle est de nouveau édifiée selon les plans de M.Roussel (architecte basé à Troyes). Peu après, en 1835, on opère la réfection du clocher. Durant ce temps, une demande est faite au préfet afin que les travaux entamés soient validés ; faisant mention que les offices religieux qui s’y déroulaient étaient assurés par le prêtre de Jeugny (commune voisine). Enfin, on refond une cloche entre 1873 et 1874. La chapelle est bénie en 1880.
Des plans et devis des travaux effectués sont accessibles aux archives départementales de l’Aube (cote 2O 1991).

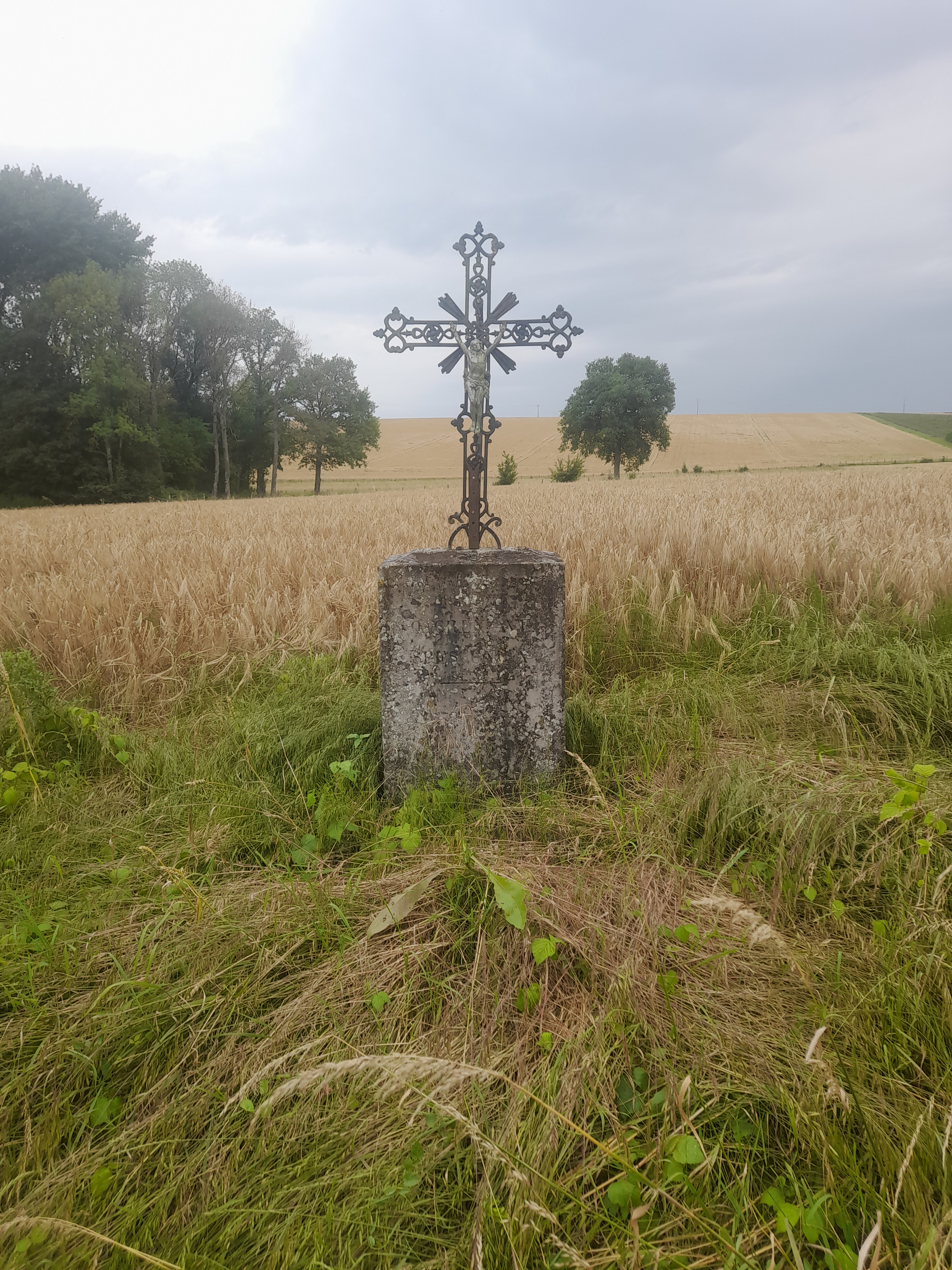
Calvaire de Machy

.            Le calvaire :La commune de Machy abrite un unique calvaire sur la D25.C'est une petite croix Mérat et on peut lire sur son socle "O crux ave, spes unica. 1871".
·        Le lavoir : La commune de Machy est traversée par la Mogne. Ce cours d’eau est favorable à l’installation d’un lavoir. Des travaux sont donc effectués autour des années 1893-1894 à la suite de l’établissement de plans datés du 20 juillet et 15 septembre 1892. L’adjudication en leur faveur est émise le 21 février 1893.
Ces données sont très bien illustrées, en témoignent les plans et représentations des coupes du cours d’eau, dans des documents conservés aux archives départementales de l’Aube (cote 2O 1990)
·        L’école/mairie : L’architecture actuelle de l’école communale serait datée de 1911. Originellement le bâtiment comportait la mairie, une école ainsi qu’une habitation pour l’enseignant. Aujourd’hui, ce bâtiment n’accueille plus que la mairie de la commune.
·        Le château : il est fait mention d’un château et d’une chapelle associée à cet édifice ; vraisemblablement vendus comme bien national vers 1795.